# Josep Bru Boronat
Josep Bru Boronat (Mont-roig del Camp 16 de juny de 1883 - Reus 27 de juliol de 1936) va ser un sacerdot català mort a principis de la guerra civil espanyola.
Amb 9 anys els seus pares en van fer entrar al Seminari de Tarragona, i ajudava a la família en les despeses treballant de dependent en un comerç de queviures. L'any 1904 va fer el servei militar a Alcoi.
Va ser ordenat sacerdot el 4 d´abril de l'any 1908, i el bisbat el va destinar com a vicari a Ulldemolins. Després va ser traslladat a Reus, a l'església de Sant Francesc. Més endavant va ser nomenat ecònom de Belianes. Va tornar a Reus i va ser capellà de l'Institut Pere Mata, una institució per a malalts mentals. A mitjans dels anys 30 del segle XX va ser destinat a Cambrils on era a capellà dels Germans de La Salle.
Després del Cop d'estat del 18 de juliol, es va refugiar al mas del Carles Roig, un propietari de Cambrils que havia adquirit moltes finques durant el primer terç del segle xx. Situat al Roquís, al terme municipal de Reus, hi porta el camí del Mas de l'Heura. Allà s'hi havia refugiat també el seu germà Miquel.
A les 4 de la tarda del dia 27 de juliol es van presentar al mas quatre milicians procedents de Reus preguntant per mossèn Bru. Van obligar el seu germà a anar-lo a buscar, amb l'amenaça de calar foc a la casa i als sembrats. Josep Bru es va presentar sense oferir resistència, i comentant que segurament només el portaven a declarar davant el Comitè Revolucionari de Riudoms, ja que el mas era a la vora d'aquesta població. Va convèncer els habitants del mas que abans d´una hora el tornarien. El van fer pujar en un cotxe a punta de fusell, i a la carretera de Vinyols el van fer baixar. Comminat a caminar, a les poques passes li van disparar les armes de foc i el van deixar mort a la cuneta. Mitja hora més tard un camió passà a recollir el cos i el van enterrar a la fossa comuna del cementiri de Reus. És considerat beat i màrtir per l'Església Catòlica des de la Beatificació de Tarragona.